# Hickory (Caroline du Nord)
La ville de Hickory fait partie du comté de Catawba, situé en Caroline du Nord, aux États-Unis.

## Démographie
| 1890  | 1900  | 1910  | 1920  | 1930  | 1940   |
| ----- | ----- | ----- | ----- | ----- | ------ |
| 2 023 | 2 535 | 3 716 | 5 076 | 7 363 | 13 487 |

| 1950   | 1960   | 1970   | 1980   | 1990   | 2000   |
| ------ | ------ | ------ | ------ | ------ | ------ |
| 14 755 | 19 328 | 20 569 | 20 757 | 28 301 | 37 222 |

| 2010   | - | - | - | - | - |
| ------ | - | - | - | - | - |
| 40 010 | - | - | - | - | - |